# Uhřice (Sedlec-Prčice)
Uhřice jsou vesnice, část města Sedlec-Prčice v okrese Příbram ve Středočeském kraji. Nachází se asi půl kilometru jihozápadně od Sedlce. Částí města protéká Sedlecký a Uhřický potok. Je zde evidováno 31 adres. V roce 2011 zde trvale žilo 62 obyvatel.
Uhřice leží v katastrálním území Uhřice u Sedlce o rozloze 2,34 km². V katastrálním území Uhřice u Sedlce leží i Bolešín.

## Historie
První písemná zmínka o vesnici pochází z roku 1388.

## Obyvatelstvo
| Rok            | 1869 | 1880 | 1890 | 1900 | 1910 | 1921 | 1930 | 1950 | 1961 | 1970 | 1980 | 1991 | 2001 | 2011 | 2021 |
| -------------- | ---- | ---- | ---- | ---- | ---- | ---- | ---- | ---- | ---- | ---- | ---- | ---- | ---- | ---- | ---- |
| Počet obyvatel | 163  | 180  | 160  | 155  | 150  | 161  | 138  | 90   | 76   | 74   | 64   | 77   | 74   | 62   | 50   |
| Počet domů     | 23   | 24   | 24   | 22   | 22   | 22   | 25   | 24   | 75   | 20   | 21   | 28   | 29   | 28   | 28   |

## Obecní správa
Při sčítání lidu v letech 1850–1960 Uhřice byly samostatnou obcí, se kterým patřily nejprve do okresu Sedlčany, ale od roku 1960 v okrese Benešov. Od 12. června 1960 do 31. prosince 1979 byly částí obce Jetřichovice v okrese Benešov. Od 1. ledna 1980 jsou částí města Sedlec-Prčice v okrese Benešov. Od 1. ledna 2007 vesnice přešla spolu s městem Sedlec-Prčice z okresu Benešov do okresu Příbram. V letech 1850–1960 k obci patřil Bolešín.

## Pamětihodnosti
- Tvrz
- Kaple svaté Anny

## Galerie

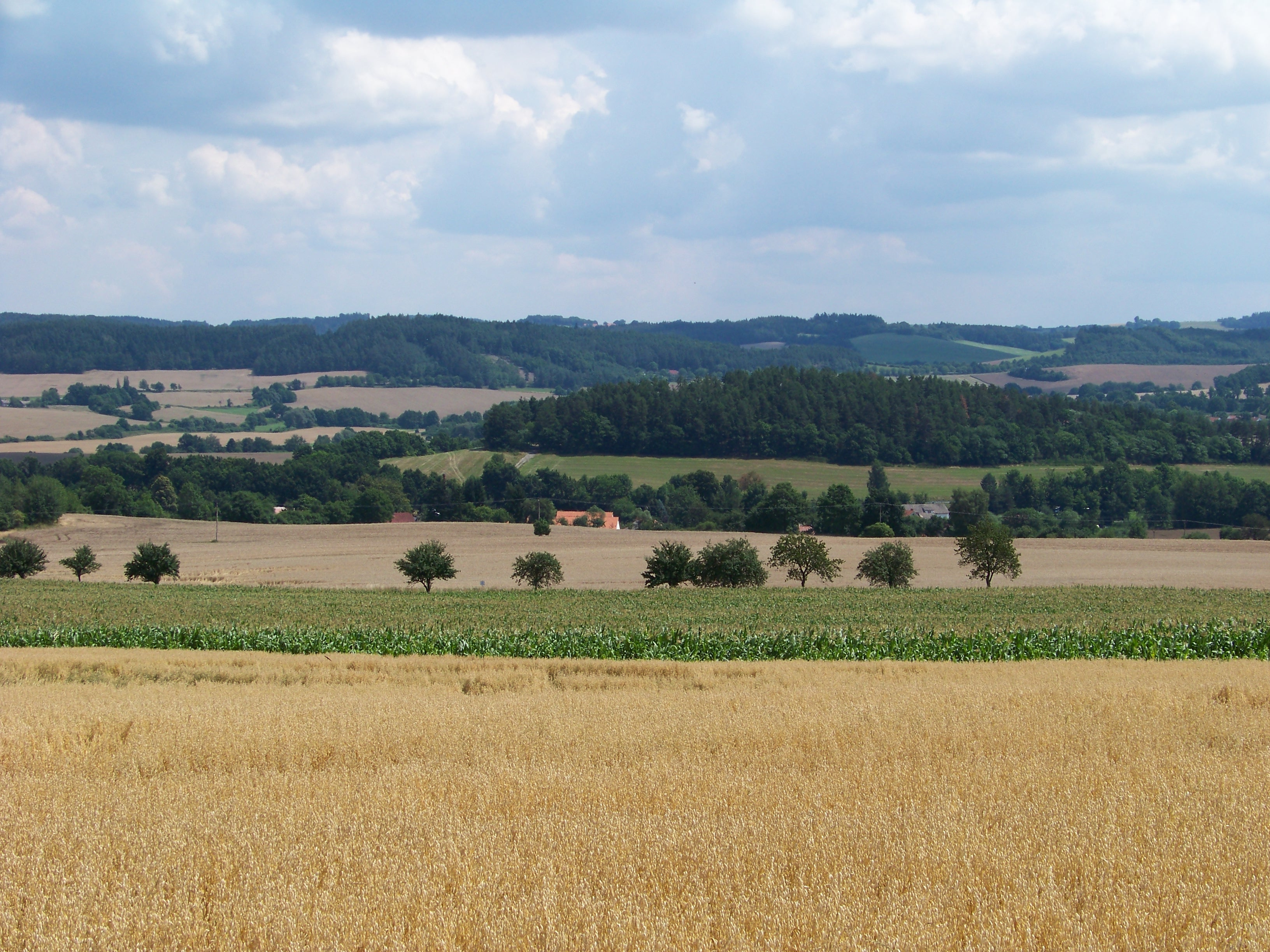
Uhřice zdáli
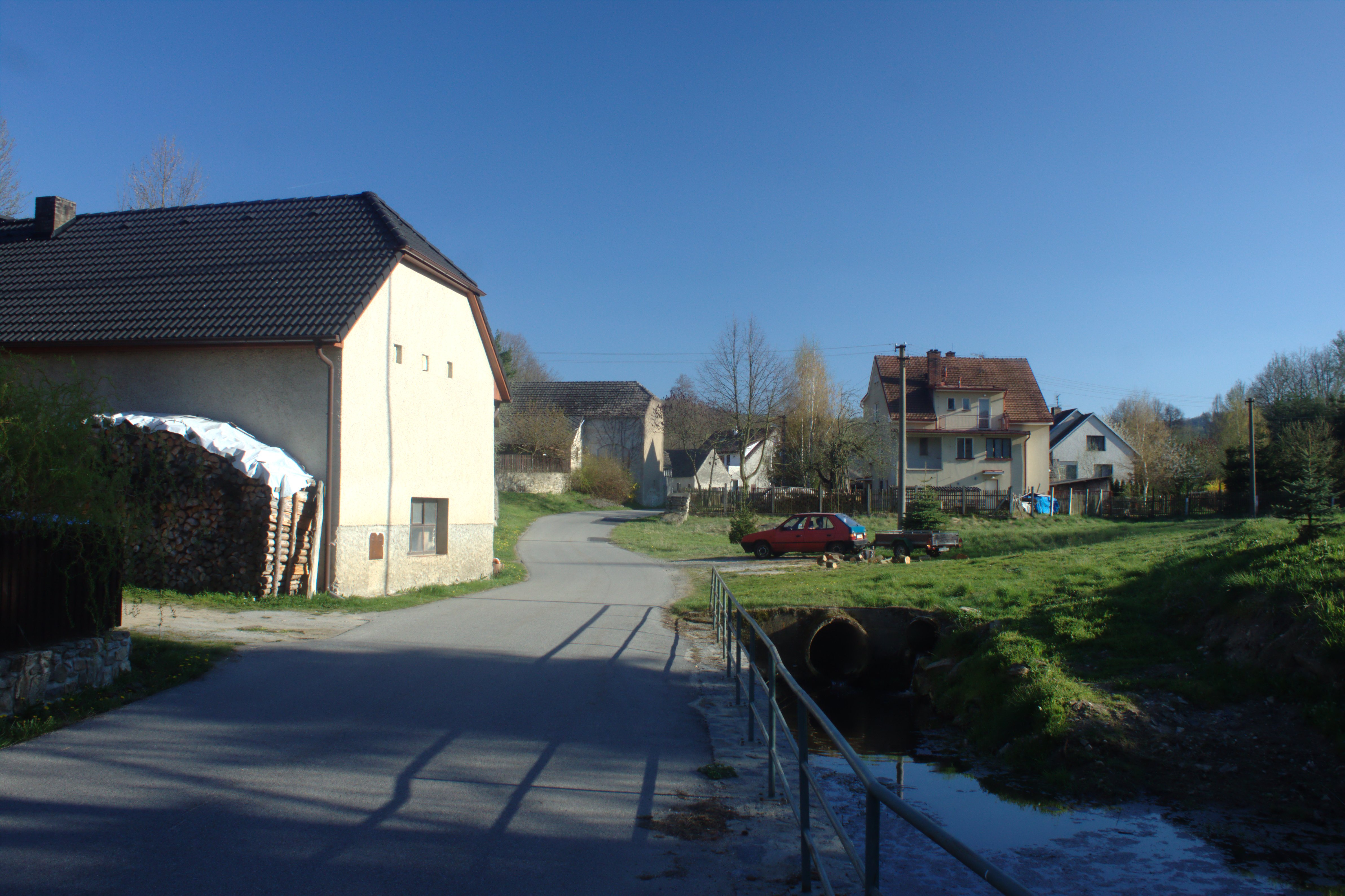
Cesta mezi domy
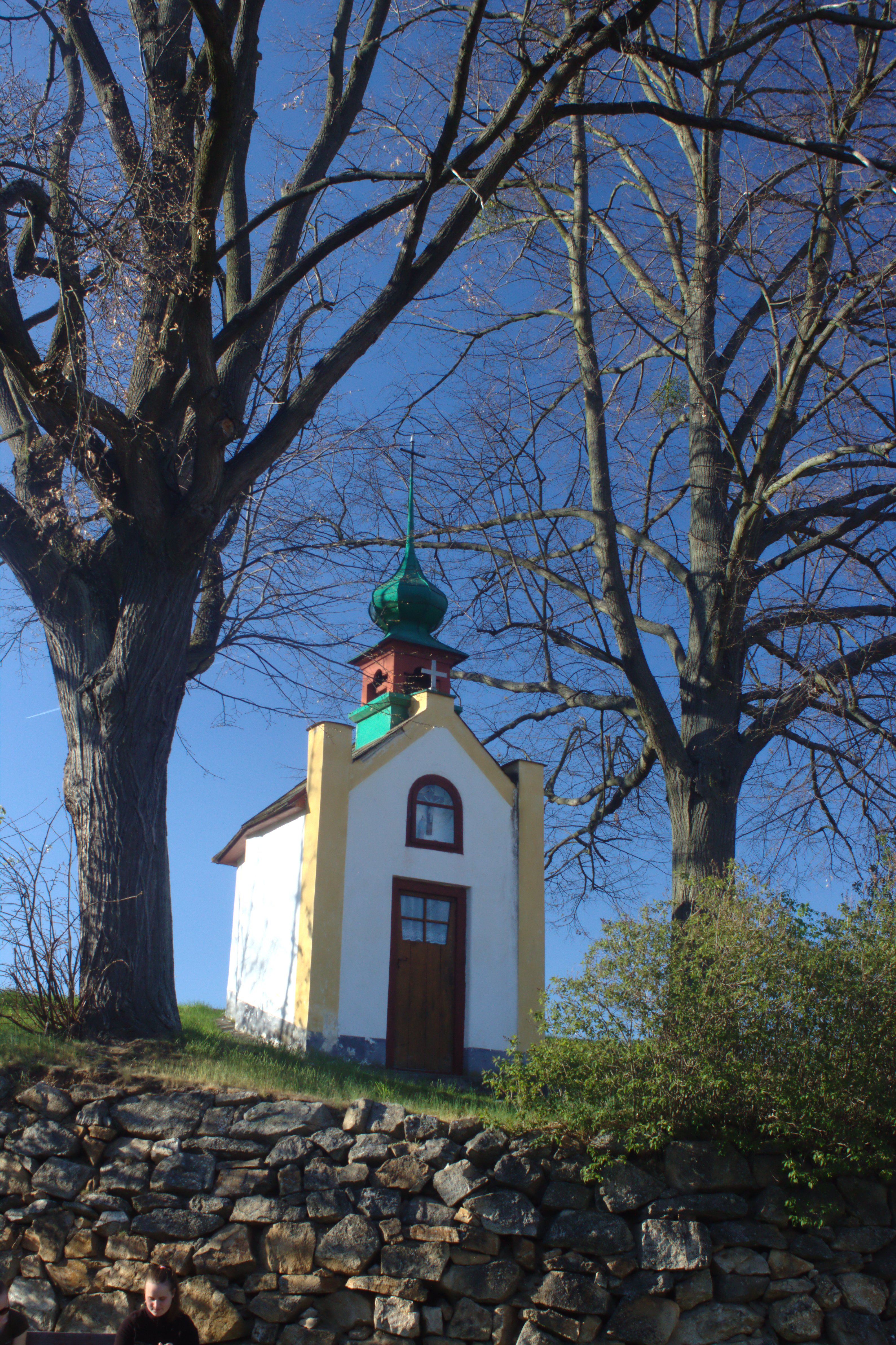
Kaplička